# Wehrbereichskommando II
Das Wehrbereichskommando II war ein Wehrbereichskommando der Bundeswehr. Aufgabe dieser Kommandobehörde war die Territoriale Verteidigung im Wehrbereich II.
Das Wehrbereichskommando II wurde 1956 in Hannover aufgestellt. Zwischen 1994 und 2001 wurde die Führung des Wehrbereichs durch den fusionierten Stab „Wehrbereichskommando II / 1. Panzerdivision“ wahrgenommen. Der Wehrbereich II umfasste bis 2001 Niedersachsen und Bremen. 2001 wurden die Wehrbereiche neu geordnet. In Mainz wurde das Wehrbereichskommando II neu aufgestellt. Das „neue“ Wehrbereichskommando II übernahm die Führung des „neuen“ Wehrbereichs II, der Hessen, Rheinland-Pfalz, Nordrhein-Westfalen und das Saarland umfasste. Das Wehrbereichskommando II wurde 2013 außer Dienst gestellt.

## Geschichte

### Das „alte“ Wehrbereichskommando II (1956–2001)

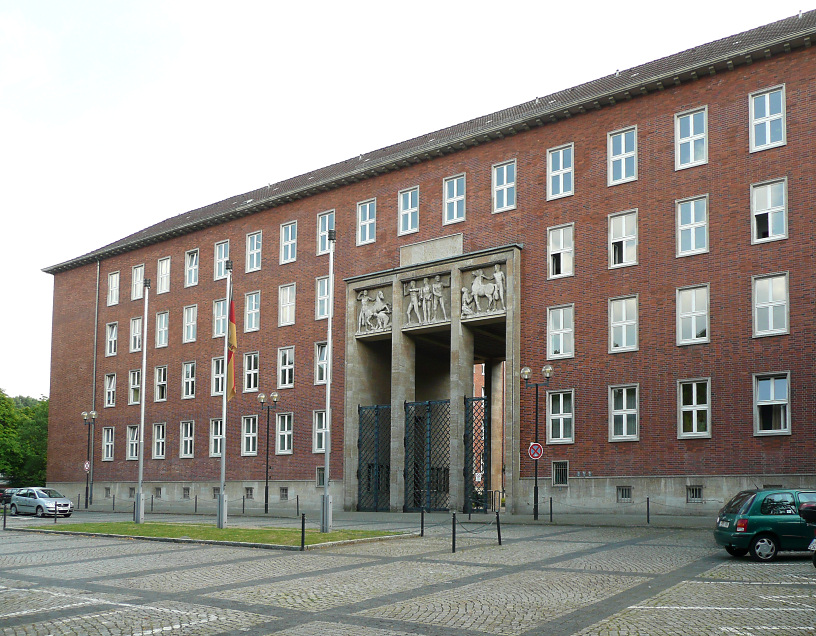
Sitz in Hannover war die Kurt-Schumacher-Kaserne

Das Wehrbereichskommando II wurde ab Januar 1956 in Hannover als Teil des Territorialheeres aufgestellt. Der Wehrbereich II umfasste die Länder Niedersachsen und Bremen. Das Wehrbereichskommando II war bis 1969 dem Kommando Territoriale Verteidigung unterstellt. Von 1958 bis 1961 wurden TV-Stäbe (Territorialverteidigungsstäbe) aufgestellt, die ab 1963 in Verteidigungsbezirkskommandos umgegliedert wurden und dem Wehrbereichskommando nachgeordnet waren. Aufgestellt wurden folgende Verteidigungsbezirkskommandos:
- Verteidigungsbezirkskommando 20 (zunächst als Standortkommando Bremen bezeichnet, Bremen)
- Verteidigungsbezirkskommando 21 (Osnabrück)
- Verteidigungsbezirkskommando 22 (Hannover)
- Verteidigungsbezirkskommando 23 (Hildesheim)
- Verteidigungsbezirkskommando 24 (Oldenburg)
- Verteidigungsbezirkskommando 25 (Lüneburg)
- Verteidigungsbezirkskommando 26 (Stade)

Ab 1964 wurden in den Verteidigungsbezirken mit der Aufstellung nachgeordneter Verteidigungskreiskommandos begonnen. Das Wehrbereichskommando wurde ab 1969 zur Einnahme der Heeresstruktur II in das Heer eingegliedert und dem Territorialkommando Nord unterstellt.
Nach Ende des Kalten Krieges wurde das Territorialheer deutlich verkleinert. In der Heeresstruktur V wurden die Wehrbereichskommandos und Divisionsstäbe fusioniert. Das Wehrbereichskommando II verschmolz zum 31. März 1994 mit der 1. Panzerdivision. Der fusionierte Stab wurde als „Wehrbereichskommando II / 1. Panzerdivision“ bezeichnet. Der fusionierte Stab unterstand dem I. Korps. Die Trennung zwischen einem der NATO unterstellten Feldheer und dem auch im Verteidigungsfall unter nationalem Kommando bleibenden Territorialheer wurde damit organisatorisch in der Friedensgliederung aufgeweicht. Erst im Verteidigungsfall wären die fusionierten Stäbe voraussichtlich wieder getrennt worden.
Zum 1. Juli 2001 wurde die Fusion rückgängig gemacht und das Territorialheer als Teilbereich des Heeres aufgelöst. Die 1. Panzerdivision bestand als eigenständige Division fort.

### Das „neue“ Wehrbereichskommando II (2001–2013)

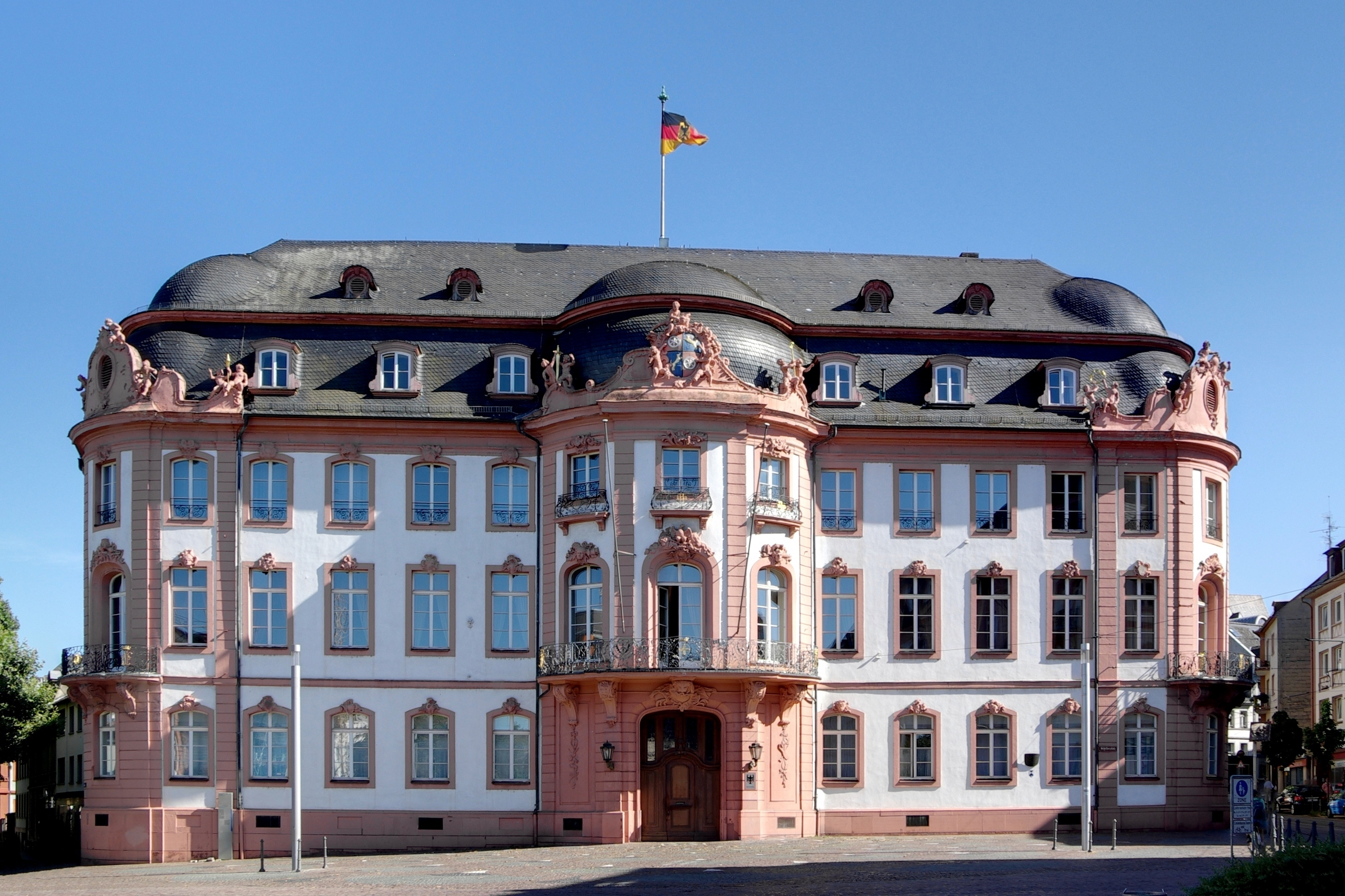
Die Kommandantur des Wehrbereichs II im Osteiner Hof in Mainz

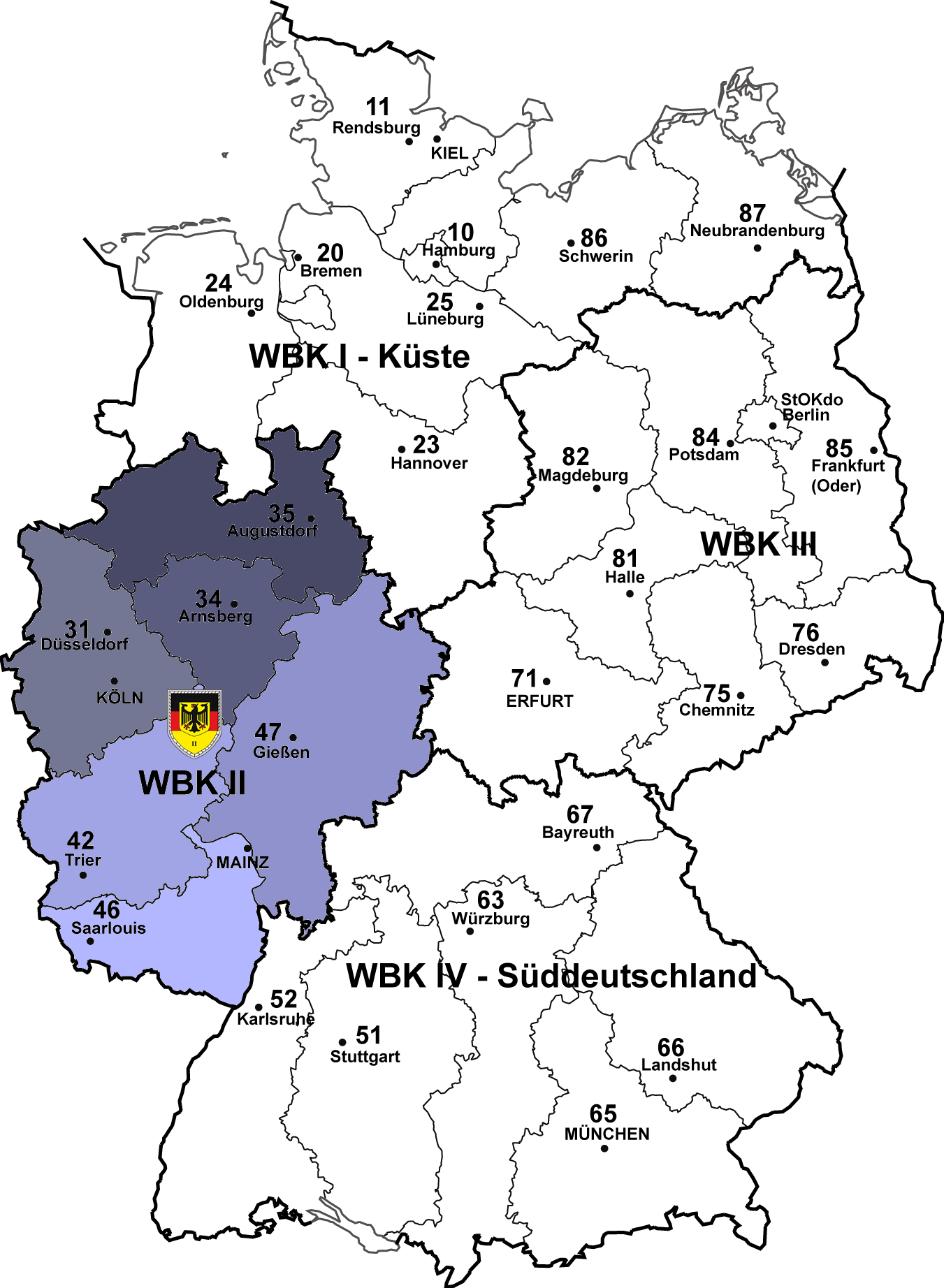
Die Lage des „neuen“ Wehrbereichskommandos II mit unterstellten Verteidigungsbezirken

2001 wurden alle Wehrbereichskommandos grundlegend neu geordnet. Die „alten“ Wehrbereiche III (Nordrhein-Westfalen) und IV (Rheinland-Pfalz, Hessen, Saarland) wurden 2001 zum „neuen“ Wehrbereich II zusammengelegt. Die Führung übernahm der Stab des „alten“ Wehrbereichskommando IV in Mainz, das nach der Umgliederung 2001 und Eingliederung in die neu aufgestellte Streitkräftebasis die neue Bezeichnung Wehrbereichskommando II erhielt. Das „alte“ Wehrbereichskommando III mit Stabssitz in Düsseldorf entfiel.
Die Organisation der Territorialen Verteidigung im „alten“ Wehrbereich II, also in den Ländern Niedersachsen und Bremen, wurde dem Wehrbereichskommando I „Küste“ in Kiel übertragen. Das „alte“ Wehrbereichskommando II mit Sitz in Hannover entfiel.
Der Schwerpunkt des Wehrbereichskommandos II war die Führungsunterstützung. Die Verteidigungsbezirke wurden teils neu geordnet und reduziert. Dem „neuen“ Wehrbereichskommando II unterstanden folgende Verteidigungsbezirkskommandos:
- Verteidigungsbezirkskommando 31
- Verteidigungsbezirkskommando 34
- Verteidigungsbezirkskommando 35
- Verteidigungsbezirkskommando 42
- Verteidigungsbezirkskommando 46
- Verteidigungsbezirkskommando 47

2007 wurden als dem Wehrbereichskommando II nachgeordnete Verbände die Landeskommandos neu aufgestellt. Die bisher nachgeordneten Verteidigungsbezirkskommandos entfielen. Folgende Landeskommandos wurden neu aufgestellt:
- Landeskommando Hessen (Wiesbaden)
- Landeskommando Nordrhein-Westfalen (Düsseldorf)
- Landeskommando Rheinland-Pfalz (Mainz)
- Landeskommando Saarland (Saarlouis)

Daneben unterstanden:
- Führungsunterstützungsregiment 28 (Mechernich)
- Führungsunterstützungsregiment 29 (Dillingen)
- Feldjägerbataillone 251 (Mainz) und 252 (Hilden)
- Truppenübungsplatzkommandanturen Daaden und Baumholder

### Auflösung
Das Wehrbereichskommando II wurde 2013 außer Dienst gestellt und seine territorialen Aufgaben dem Kommando Territoriale Aufgaben der Bundeswehr und den bisher nachgeordneten Landeskommandos übertragen.

## Verbandsabzeichen

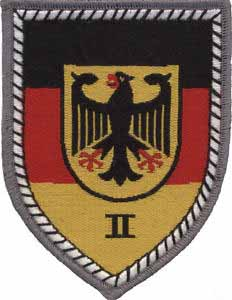
Gewebtes Verbandsabzeichen des Wehrbereichskommandos

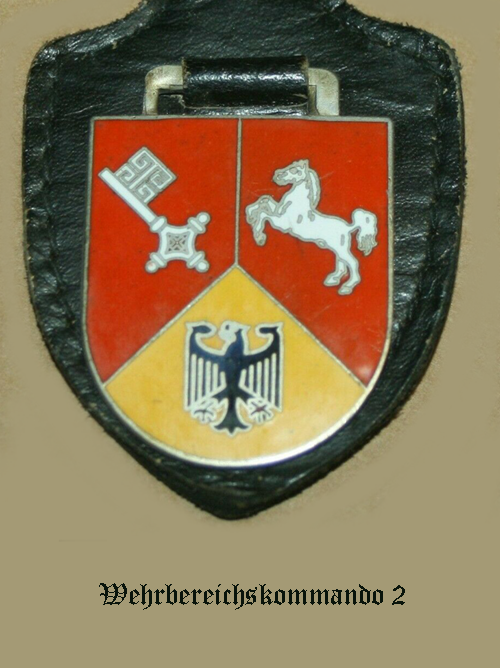
Internes Verbandsabzeichen des Stabes des „alten“ Wehrbereichskommandos II mit dem Niedersachsenpferd, Bundesadler und Bremer Schlüssel

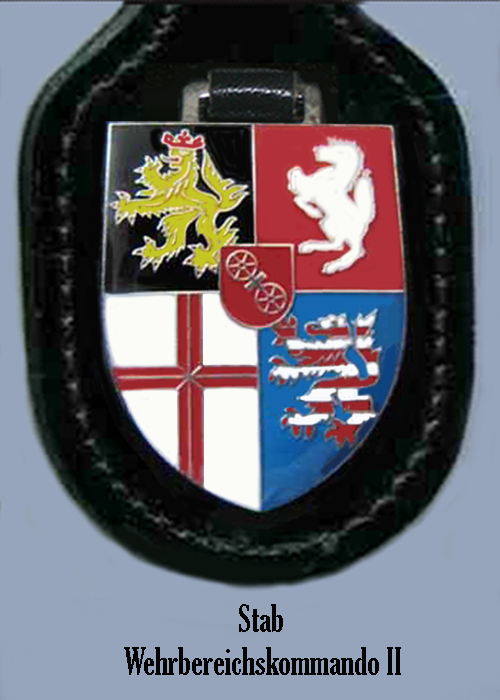
Internes Verbandsabzeichen des Stabes des „neuen“ Wehrbereichskommandos II mit dem Pfälzer und hessischen Löwen, Westfalenpferd, Mainzer Rad und Trierer Kreuz

Das Wehrbereichskommando führte ein Verbandsabzeichen mit folgender Blasonierung:
„Von einer silbernen Kordel mit eingeflochtenem schwarzen Faden gefasst, geteilt zu Schwarz, Rot, Gold in goldenem Mittelschild ein einköpfiger schwarzer Adler, den Kopf nach rechts gewendet, die Flügel offen, aber mit geschlossenem Gefieder, Schnabel, Zunge und Fänge von roter Farbe (Bundesadler); der Mittelschild unten begleitet von der schwarzen römischen Ziffer II.“
Die Schildteilung entsprach der Flagge Deutschlands. Die Motive des Verbandsabzeichens ähnelten im Übrigen dem Wappen Deutschlands. Der Bundesadler war das deutsche Wappentier. Er wurde ähnlich auf den Truppenfahnen abgebildet. Die enge Anlehnung an das Wappen und die Flagge Deutschlands verdeutlichte, dass das Territorialheer und seine Wehrbereichskommandos auch im Verteidigungsfall unter Kommandogewalt des nationalen Befehlshabers blieb und nicht der NATO assigniert war.
Die Verbandsabzeichen der Kommandobehörden im Territorialheer waren sich besonders ähnlich. Insbesondere unterschieden sich die Verbandsabzeichen der übergeordneten Territorialkommandos und der anderen Wehrbereichskommando nur durch die Beschriftung. Auch das Verbandsabzeichen des Bundesministeriums der Verteidigung war bis auf den Bord fast identisch. Der bei den Wehrbereichskommandos silber/schwarz geflochtene Rand symbolisierte die Stellung unterhalb des Bundesministeriums der Verteidigung, das entsprechend eine „höherwertige“ goldene Kordel aufwies.

## Befehlshaber
Die Befehlshaber im ursprünglichen Wehrbereich II waren:
| Nr. | Dienstgrad   | Name                        | Berufung                               |
| --- | ------------ | --------------------------- | -------------------------------------- |
| 1.  | Generalmajor | Hans-Joachim von Horn       | 1. Mai 1956 bis 17. November 1957      |
| 2.  | Generalmajor | Curt Siewert                | 1. Januar 1958 bis 30. September 1960  |
| 3.  | Generalmajor | Joachim Schwatlo-Gesterding | 1. Oktober 1960 bis 30. September 1961 |
| 4.  | Generalmajor | Christian Müller            | 1. Oktober 1961 bis 30. September 1964 |
| 5.  | Generalmajor | Henning Wilcke              | 1. Oktober 1964 bis 30. September 1967 |
| 6.  | Generalmajor | Karl Kleyser                | 1. Oktober 1967 bis 31. März 1970      |
| 7.  | Generalmajor | Klaus Schubert              | 1. April 1970 bis 30. September 1974   |
| 8.  | Generalmajor | Günter Vollmer              | 1. Oktober 1974 bis 30. September 1977 |
| 9.  | Generalmajor | Wilhelm Garken              | 1. Oktober 1977 bis 31. März 1980      |
| 10. | Generalmajor | Horst-Dieter Kallerhoff     | 1. April 1980 bis 31. März 1984        |
| 11. | Generalmajor | Hans-Wilhelm von Bornstaedt | 1. April 1984 bis 30. September 1987   |
| 12. | Generalmajor | Adalbert von der Recke      | 1. Oktober 1987 bis 31. März 1991      |
| 13. | Generalmajor | Hartmut Behrendt            | 1. April 1991 bis 31. März 1994        |

Erster Befehlshaber des neuen Wehrbereichs war der ehemalige Befehlshaber des alten Wehrbereichs, Generalmajor Hartmut Behrendt. In dieser Position blieb er bis 30. September 1994. Anschließend übernahm Generalmajor Gerd Schultze-Rhonhof das Kommando.
Die letzten Befehlshaber im neuen Wehrbereich waren:
| Nr. | Dienstgrad   | Name                           | Beginn der Berufung |
| --- | ------------ | ------------------------------ | ------------------- |
| 1.  | Generalmajor | Christian Otto Eduard Millotat | 2002                |
| 2.  | Generalmajor | Bernd Diepenhorst              | 1. März 2004        |
| 3.  | Generalmajor | Gerhard Stelz                  | 12. Dezember 2008   |